# 180-я стрелковая дивизия (2-го формирования)
180-я стрелковая дивизия — тактическое соединение Рабоче-крестьянской Красной армии времён Великой Отечественной войны. Позже мотострелковая дивизия Советской армии.

## Полное наименование
180-я стрелковая Киевская Краснознамённая, орденов Суворова и Кутузова дивизия

## История
Соединение образовано в 1942 году на базе 41-й стрелковой бригады.
Войну 180-я стрелковая дивизия закончила на территории Венгерского Королевства.
Дивизия в послевоенный период до самого распада СССР входила в состав 14-й гвардейской общевойсковой армии с самого её основания 15 ноября 1956 года.
В 1957 году дивизия преобразована в 88-ю мотострелковую. В 1964 году ей возвращён 180-й номер времён ВОВ.
В конце 1980-х годов 180-я дивизия находилась в составе 14-й гвардейской общевойсковой армии Одесского военного округа.
Дислоцировались управление и части дивизии в городе Белгород-Днестровский и селе Шабо Одесской области Украинской ССР.

## Командование

### Командиры
- 01.06.1942 — 31.08.1942 — Сухарев Николай Фёдорович, подполковник;
- 01.08.1942 — 31.03.1943 — Малошицкий, Исаак Яковлевич, полковник;
- 08.03.1943 — 25.01.1944 — Шмелёв Фёдор Петрович;
- 01.01.1944 — 30.06.1944 — Меркулов, Серафим Петрович, генерал-майор;
- 01.06.1944 — 31.01.1945 — Киндюхин, Василий Аркадьевич, генерал-майор;
- 01.01.1945 — 28.02.1945 — Павлович, Антон Александрович, генерал-майор;[2]
- июль 1952 — май 1954 — Шугаев, Василий Минаевич, генерал-майор[5]

### Заместители командира
- сентябрь 1950 — ноябрь 1951 — Усачёв, Захарий Никитович, генерал-майор

## Состав

### 1945 год
- 21-й стрелковый Трансильванский Краснознамённый, ордена Александра Невского полк;
- 42-й стрелковый Рымникский ордена Богдана Хмельницкого полк;
- 86-й стрелковый Фокшанский ордена Суворова полк;
- 627-й артиллерийский Трансильванский ордена Александра Невского полк;
- 15-й отдельный истребительно-противотанковый дивизион;
- 250-й пулемётный батальон (до 10 июня 1943 года);
- 90-я отдельная разведывательная рота;
- 33-й отдельный сапёрный батальон;
- 866-й отдельный батальон связи (157-й отдельный батальон связи, 179 отдельная рота связи);
- 9-й медико-санитарный батальон;
- 182-я отдельная рота химической защиты;
- 28-я автотранспортная рота;
- 140-я полевая хлебопекарня;
- 46-й дивизионный ветеринарный лазарет;
- 1595-я полевая почтовая станция;
- 1643-я полевая касса Государственного банка

.

### 1990 год
- управление (г. Белгород-Днестровский);
- 42-й мотострелковый Рымникский ордена Богдана Хмельницкого полк (г. Белгород-Днестровский)

10 Т-64, 4 БМП-1, 2 БРМ-1К, 12 Д-30, 23 2С12 «Сани», 15 МТ-ЛБ;
- 325-й мотострелковый Трансильванский Краснознамённый, ордена Александра Невского полк (г. Белгород-Днестровский)

10 Т-64, 13 Т-54, 2 БМП-2, 14 БМП-1, 10 БРМ-1К, 5 БТР-70, 14 Д-30, 12 2С12, 13 МТ-ЛБ;
- 326-й мотострелковый Фокшанский ордена Суворова полк (г. Белгород-Днестровский)

10 Т-64, 4 БМП-1, 2 БРМ-1К, 12 Д-30, 12 2С12, 13 МТ-ЛБ;
- 166-й танковый ордена Суворова полк (с. Шабо)

31 Т-64, 3 БМП-2, 11 БМП-1, 2 БРМ-1К, 12 Д-30, 3 Р-145БМ, 13 МТ-ЛБ;
- 136-й артиллерийский Трансильванский ордена Александра Невского полк (г. Белгород-Днестровский) (12 БМ-21 «Град», 1 ПРП-3);
- 134-й зенитный артиллерийский полк (г. Белгород-Днестровский);
- 1303-й отдельный противотанковый артиллерийский дивизион (г. Белгород-Днестровский);
- 129-й отдельный разведывательный батальон (свёрнут);
- 866-й отдельный батальон связи (г. Белгород-Днестровский) (8 Р-145БМ);
- 33-й отдельный инженерно-сапёрный батальон (г. Белгород-Днестровский) (3 УР-67, 2 МТ-55А, 5 МТУ-20);
- 1041-й отдельный батальон материального обеспечения (г. Белгород-Днестровский);
- 276-й отдельный ремонтно-восстановительный батальон (с. Шабо);
- ОВКР (г. Белгород-Днестровский)[3]

Всего: 61 танк Т-64, 54 БМП (5 БМП-2, 33 БМП-1, 16 БРМ-1К), 5 БТР-70, 50 Д-30, 36 миномётов 2С12, 12 РСЗО Град.

## Подчинение
| Вышестоящие воинские части | Период подчинения       |
| -------------------------- | ----------------------- |
| Западный фронт (ЗапФ)      | 15.08.1942 — 20.08.1942 |
| 31-я армия (31 А)          | 21.08.1942 — 14.09.1942 |
| Западный фронт (ЗапФ)      | 14.09.1942 — 19.09.1942 |
| Воронежский фронт (ВорФ)   | 30.11.1942 — 08.01.1943 |
| 3-я танковая армия (3 ТА)  | 08.01.1943 — 15.01.1943 |
| 3-я танковая армия (3 ТА)  | 19.01.1943 — 22.01.1943 |
| Воронежский фронт (ВорФ)   | 22.01.1943 — 04.02.1943 |
| 69-я армия (69 А)          | 05.02.1943 — 25.02.1943 |

## Награды дивизии
- 6 ноября 1943 года — Почётное наименование «Киевская» — присвоено приказом Верховного Главнокомандующего от 6 ноября 1943 года в ознаменование одержанной победы и отличие в боях за освобождение города Киева.
- 19 марта 1944 года —  Орден Красного Знамени — награждена указом Президиума Верховоного Совета СССР от 19 марта 1944 года за образцовое выполнение боевых заданий командования в боях с немецкими захватчиками за освобождение крупного железнодорожного узла и города Вапнярка и проявленные при этом доблесть и мужество.[8]
- 8 апреля 1944 года —  Орден Суворова II степени — награждена указом Президиума Верховного Совета СССР за образцовое выполнение боевых заданий командования при форсировании Днестра, овладении городом и важным железнодорожным узлом Бельцы, выход на государственную границу и проявленные при этом доблесть и мужество.[9]
- 24 апреля 1944 года —  Орден Кутузова II степени — награждена указом Президиума Верховного Совета СССР за образцовое выполнение заданий командования при прорыве обороны противника и за форсирование реки Прут и проявленные при этом доблесть и мужество.[10]

Награды частей дивизии:
- 21-й стрелковый Трансильванский[11] Краснознамённый[12] ордена Александра Невског[13] полк
- 42-й стрелковый Рымникский[14] ордена Богдана Хмельницкого (II степени)[15] полк
- 86-й стрелковый Фокшанский[14] ордена Суворова[16] полк
- 627-й артиллерийский Трансильванский[11] ордена Александра Невского[12] полк

## Отличившиеся воины
Герои Советского Союза:
- Абдершин Алимкай Абдуллович, младший сержант, командир отделения автоматчиков 86 стрелкового полка[18].
- Акжигитов, Азис Харьясович, старший сердант, командир пулемётного отделения 21-го стрелкового полка.
- Антонов, Василий Дмитриевич, сержант, командира отделения пулемётной роты 1-го стрелкового батальона 86-го стрелкового полка.
- Бахарев, Василий Никифорович, красноармеец, стрелок 42-го стрелкового полка.
- Борисенко, Василий Павлович, лейтенант, командир огневого взвода артиллерийской батареи 42-го стрелкового полка.
- Бояршинов, Василий Иванович, младший сержант, командир отделения связи 627-го артиллерийского полка.
- Бунтовских, Василий Васильевич, лейтенант, командир сапёрного взвода 33-го отдельного сапёрного батальона.
- Буянков, Иван Иванович, капитан, командир батальона 86-го стрелкового полка.
- Васин, Василий Иванович, старший лейтенант, командир роты 21-го стрелкового полка.
- Васюк, Илья Акимович, старший лейтенант, командир батальона 21-го стрелкового полка.
- Власов, Митрофан Ефимович, лейтенант, командир пулемётного взвода 86-го стрелкового полка.
- Воронцов, Михаил Егорович, лейтенант, командир сапёрного взвода 33-го отдельного сапёрного батальона.
- Вощенко, Василий Иванович , старший лейтенант, командир роты 86-го стрелкового полка.
- Голиков, Григорий Иванович, старший лейтенант, старший адъютант 2-го стрелкового батальона 86-го стрелкового полка.
- Горшков, Иван Дмитриевич, красноармеец, стрелок 42-го стрелкового полка.
- Грицков, Владимир Павлович, лейтенант, командир батареи 627-го артиллерийского полка.
- Давидович, Николай Петрович, сержант, командир пулемётного расчёта 21-го стрелкового полка.
- Дикалов, Степан Иванович, старший сержант, командир отделения 86-го стрелкового полка.
- Дмитриев, Павел Павлович, старшина, помощник командира взвода 42-го стрелкового полка.
- Дорохин, Иван Сергеевич, старший лейтенант, командир роты 86-го стрелкового полка.
- Елесин, Михаил Васильевич, младший сержант, командир отделения 42-го стрелкового полка.
- Захаров, Василий Иванович, лейтенант, командир взвода 21-го стрелкового полка.
- Ирисбеков, Курбанбай, младший лейтенант, командир взвода 42-го стрелкового полка.
- Исаев, Алексей Петрович, сержант, командир отделения роты автоматчиков 42-го стрелкового полка.
- Колесник, Борис Александрович, старший лейтенант, начальник штаба дивизиона 627-го артиллерийского полка.
- Константинов, Иван Егорович, сержант, командир орудия 627-го артиллерийского полка.
- Коробейников, Николай Абросимович, капитан, командир батальона 86-го стрелкового полка.
- Крапивин, Яков Прохорович, лейтенант, командир роты 86-го стрелкового полка.
- Лихобаба, Марк Кононович, красноармеец, стрелок 86-го стрелкового полка.
- Маракасов, Анатолий Владимирович, лейтенант, командир роты 42-го стрелкового полка.
- Палиев, Антон Иванович, младший сержант, пулемётчик 21-го стрелкового полка.
- Петриченко, Иван Михайлович, красноармеец, пулемётчик 21-го стрелкового полка.
- Потапов, Александр Захарович, капитан, командир батальона 86-го стрелкового полка.
- Пугаев, Степан Александрович, старший сержант, командир отделения 42-го стрелкового полка.
- Романенко, Алексей Данилович, сержант, командир отделения 42-го стрелкового полка.
- Саенко, Михаил Андреевич, старший лейтенант, командир батареи 15-го отдельного истребительно-противотанкового дивизиона.
- Сухоручкин, Иван Иванович, старшина, командир отделения 42-го стрелкового полка.
- Топориков, Иван Гаврилович, сержант, командир отделения противотанковых ружей 15-го отдельного истребительно-противотанкового дивизиона.
- Трынин, Александр Сергеевич, лейтенант, командир роты 42-го стрелкового полка.
- Урванцев, Яков Ерофеевич, младший лейтенант, командир взвода 42-го стрелкового полка.
- Харланов, Иван Иванович, старший сержант, командир взвода 86-го стрелкового полка.
- Харьковец, Анатолий Парфирович, капитан, командир батальона 21-го стрелкового полка.
- Черемохин, Иван Алексеевич, капитан, командир батальона 42-го стрелкового полка.
- Черников, Фёдор Устинович, ефрейтор, стрелок 42-го стрелкового полка.
- Чикуров, Николай Васильевич, сержант, командир отделения 86-го стрелкового полка.
- Шевченко, Александр Евсеевич, сержант, командир отделения 21-го стрелкового полка.
- Юлдашев, Файзулла, старший сержант, командир отделения 42-го стрелкового полка.

 Кавалеры ордена Славы трёх степеней.
- Нестеров, Павел Петрович, сержант, помощник командира пулемётного взвода учебной роты дивизии
- Павлов, Николай Матвеевич, младший сержант, командир взвода 86-го стрелкового полка